# ジローナFC
ジローナFC（Girona Futbol Club, S.A.D.）は、スペイン・カタルーニャ州ジローナ県ジローナに本拠地を置くサッカークラブ。2023-24シーズンはリーガに所属している。
1930年7月23日創設。11,200人収容のエスタディ・モンティリビをホームスタジアムとしている。
国内で5部相当の地域リーグまで降格経験がある。2022-23シーズンに2度目の1部昇格を果たした。

## 歴史

### クラブ創設から1950年代
ジローナにあったウニオ・エスポルティーバ・ジローナが経済的理由で解散したことから、1930年7月23日、ジローナのラ・ランブラ地区にあるカフェ「ノラ」でジローナFCが創設された。カタルーニャ選手権2部に登録し、コロニア・アルティガス戦が初のクラブ公式戦となった。1933-34シーズンにはテルセーラ・ディビシオン（当時3部相当、現4部相当）に在籍し、1位となってセグンダ・ディビシオン（2部）に昇格した。1934-35シーズンはセグンダ・ディビシオンで4位、1935-36シーズンは1位となり、セルタ・デ・ビーゴ、レアル・サラゴサ、アレナス・クルブ・デ・ゲチョ、レアル・ムルシア、ヘレスCDとともに昇格プレーオフに出場したが、昇格プレーオフでは下から2番目に終わり、プリメーラ・ディビシオン（1部）昇格を逃した。1930年代後半のスペイン内戦後はセグンダ・ディビシオンやテルセーラ・ディビシオンに在籍した。

### 1960年代から2000年代
クラブ創設から約50年間はエスタディ・ビスタ・アレグレをホームスタジアムとしていたが、1968年にはエスタディ・モンティリビの建設が開始され、1970年からはモンティリビをホームスタジアムとしている。1977年、セグンダ・ディビシオンとテルセーラ・ディビシオンの間にセグンダ・ディビシオンB（現3部相当）が創設されると、1980年には初めてセグンダ・ディビシオンBに在籍し、3シーズンプレーした。1980-81シーズンには1933年以来初めて4部相当のリーグ（テルセーラ・ディビシオン）まで落ち、1982-83シーズン、1997-98シーズン、1998-99シーズンにはディビシオネス・レヒオナレス（地域リーグ、5部相当）でもプレーした。2006-07シーズン終了後にはセグンダ・ディビシオンB昇格を果たした。ラウール・アグネ監督に率いられた2007-08シーズンはセグンダ・ディビシオンBを1位で終え、昇格プレーオフではADセウタを1-0で破って49年ぶりにセグンダ・ディビシオン昇格を決めた。

### 2010年代
2010年7月22日、ラモン・ビラロ、ジョアキン・ボアダス、ジョゼップ・スリムなどを中心とする地元の実業家グループが、ジョゼップ・グソ元会長やジョゼップ・ロフェスなどが所有していたクラブの株式の72%を取得し、ジローナFCの新オーナーとなった。ビラロが新会長に選出され、レクレアティーボ・ウエルバを率いていたアグネ監督がジローナ監督に復帰した。2010-11シーズンは前シーズンより順位を上げて11位で終えたが、2012年1月14日、アグネ監督はレクレアティーボに0-3で敗れた後に解任された。2011年にはリザーブチームを新設し、パラウにあるピッチが天然芝に切り替えられた。2013年5月9日、経営陣は「El Girona FC también es mío」（ジローナFCもまた私のもの）というスローガンの下、資産のバランスを保つために、10ユーロの株式に分配される資本金の30万ユーロ増額が行なわれた。
2017年6月、プレミアリーグ、マンチェスター・シティの親会社であるシティ・フットボール・グループ（CFG）が、同クラブの指揮官であるジョゼップ・グアルディオラ監督の弟、ペレ・グアルディオラ氏が持つメディア・ベース社と契約に合意し、共同経営者となった。

### 2020年代
2019-20シーズンと2020-21シーズンも2部で5位に終わる。2021-22シーズンは6位で昇格プレーオフに回り、5位のCDテネリフェを3-1で下し、4シーズンぶり2度目となるプリメーラ・ディビシオン昇格を果たした。
2023-24シーズンも残留が目標だったが、16節のアウェイ・バルセロナ戦で勝利して、シーズン折り返しまで3試合を残した時点で、13勝2分1敗で3度目の首位に立った。
しかし、2024年2月以降は、首位直接対決となったレアル・マドリードに0-4の敗戦を喫するなど、シーズン序盤ほどの調子は振るわなかったものの、32節のホーム・カディス戦で4-1勝利して、リーグ3位につけるジローナは残り6試合で7位ベティスとの勝ち点差が20となり、6位以内が確定したため、来シーズンの欧州カップ戦に出場することが決定した。
34節のホーム・バルセロナ戦でも4-2で勝利し、バルセロナを相手に、シーズンダブルを達成。この勝利で両者の順位は入れ替わり、2位に浮上を果たした。加えて、今季を4位以内で終えることが確定し、2024-25シーズンのUEFAチャンピオンズリーグ出場権を確保した。

## 過去の成績
| シーズン | ディビジョン | 順位 | コパ・デル・レイ |
| -------- | ------------ | ---- | ---------------- |
| 1933-34  | テルセーラ   | 1位  |                  |
| 1934-35  | セグンダ     | 4位  | 3回戦敗退        |
| 1935-36  | セグンダ     | 1位  | ベスト16         |
| 1939-40  | セグンダ     | 3位  | 1回戦敗退        |
| 1940-41  | セグンダ     | 4位  | 3回戦敗退        |
| 1941-42  | セグンダ     | 5位  |                  |
| 1942-43  | セグンダ     | 6位  |                  |
| 1943-44  | テルセーラ   | 5位  |                  |
| 1944-45  | テルセーラ   | 3位  |                  |
| 1945-46  | テルセーラ   | 6位  |                  |
| 1946-47  | テルセーラ   | 4位  |                  |
| 1947-48  | テルセーラ   | 1位  | 3回戦敗退        |
| 1948-49  | セグンダ     | 10位 | ベスト16         |
| 1949-50  | セグンダ     | 9位  | 3回戦敗退        |
| 1950-51  | セグンダ     | 16位 |                  |
| 1951-52  | テルセーラ   | 6位  |                  |
| 1952-53  | テルセーラ   | 8位  |                  |
| 1953-54  | テルセーラ   | 2位  |                  |
| 1954-55  | テルセーラ   | 1位  |                  |

| シーズン | ディビジョン | 順位 | コパ・デル・レイ |
| -------- | ------------ | ---- | ---------------- |
| 1955-56  | テルセーラ   | 2位  |                  |
| 1956-57  | セグンダ     | 9位  |                  |
| 1957-58  | セグンダ     | 9位  |                  |
| 1958-59  | セグンダ     | 15位 | 1回戦敗退        |
| 1959-60  | テルセーラ   | 11位 |                  |
| 1960-61  | テルセーラ   | 4位  |                  |
| 1961-62  | テルセーラ   | 2位  |                  |
| 1962-63  | テルセーラ   | 4位  |                  |
| 1963-64  | テルセーラ   | 6位  |                  |
| 1964-65  | テルセーラ   | 7位  |                  |
| 1965-66  | テルセーラ   | 7位  |                  |
| 1966-67  | テルセーラ   | 3位  |                  |
| 1967-68  | テルセーラ   | 8位  |                  |
| 1968-69  | テルセーラ   | 11位 |                  |
| 1969-70  | テルセーラ   | 3位  | 2回戦敗退        |
| 1970-71  | テルセーラ   | 2位  | 1回戦敗退        |
| 1971-72  | テルセーラ   | 8位  | 1回戦敗退        |
| 1972-73  | テルセーラ   | 2位  | 2回戦敗退        |
| 1973-74  | テルセーラ   | 3位  | 1回戦敗退        |

| シーズン | ディビジョン | 順位 | コパ・デル・レイ |
| -------- | ------------ | ---- | ---------------- |
| 1974-75  | テルセーラ   | 6位  | 2回戦敗退        |
| 1975-76  | テルセーラ   | 3位  | 1回戦敗退        |
| 1976-77  | テルセーラ   | 2位  | 3回戦敗退        |
| 1977-78  | セグンダB    | 6位  | 3回戦敗退        |
| 1978-79  | セグンダB    | 13位 | 3回戦敗退        |
| 1979-80  | セグンダB    | 19位 | 1回戦敗退        |
| 1980-81  | テルセーラ   | 7位  |                  |
| 1981-82  | テルセーラ   | 18位 |                  |
| 1982-83  | 地域リーグ   | 1位  |                  |
| 1983-84  | テルセーラ   | 9位  |                  |
| 1984-85  | テルセーラ   | 7位  |                  |
| 1985-86  | テルセーラ   | 2位  |                  |
| 1986-87  | テルセーラ   | 7位  | 1回戦敗退        |
| 1987-88  | セグンダB    | 19位 |                  |
| 1988-89  | テルセーラ   | 1位  | 1回戦敗退        |
| 1989-90  | セグンダB    | 12位 |                  |
| 1990-91  | セグンダB    | 7位  | 2回戦敗退        |
| 1991-92  | セグンダB    | 3位  |                  |
| 1992-93  | セグンダB    | 15位 | 3回戦敗退        |

| シーズン | ディビジョン | 順位 | コパ・デル・レイ |
| -------- | ------------ | ---- | ---------------- |
| 1993-94  | セグンダB    | 15位 | 1回戦敗退        |
| 1994-95  | セグンダB    | 18位 | 1回戦敗退        |
| 1995-96  | テルセーラ   | 13位 |                  |
| 1996-97  | テルセーラ   | 19位 |                  |
| 1997-98  | 地域リーグ   | 5位  |                  |
| 1998-99  | 地域リーグ   | 1位  |                  |
| 1999-00  | テルセーラ   | 7位  |                  |
| 2000-01  | テルセーラ   | 8位  |                  |
| 2001-02  | テルセーラ   | 9位  |                  |
| 2002-03  | テルセーラ   | 2位  |                  |
| 2003-04  | セグンダB    | 7位  | 本選不参加       |
| 2004-05  | セグンダB    | 17位 | ベスト32         |
| 2005-06  | テルセーラ   | 1位  | 本選不参加       |
| 2006-07  | テルセーラ   | 2位  | 1回戦敗退        |
| 2007-08  | セグンダB    | 1位  | 本選不参加       |
| 2008-09  | セグンダ     | 16位 | 3回戦敗退        |
| 2009-10  | セグンダ     | 14位 | 3回戦敗退        |

| シーズン | ディビジョン | 試 | 勝 | 分 | 敗 | 得 | 失 | 点 | 順位 | 国王杯       |
| -------- | ------------ | -- | -- | -- | -- | -- | -- | -- | ---- | ------------ |
| 2010-11  | セグンダ     | 42 | 15 | 12 | 15 | 58 | 56 | 57 | 11位 | 2回戦敗退    |
| 2011-12  | セグンダ     | 42 | 12 | 13 | 17 | 58 | 61 | 49 | 15位 | 2回戦敗退    |
| 2012-13  | セグンダ     | 42 | 21 | 8  | 13 | 74 | 56 | 71 | 4位  | 2回戦敗退    |
| 2013-14  | セグンダ     | 42 | 12 | 15 | 15 | 52 | 50 | 51 | 16位 | 4回戦敗退    |
| 2014-15  | セグンダ     | 42 | 24 | 10 | 8  | 63 | 35 | 82 | 3位  | 3回戦敗退    |
| 2015-16  | セグンダ     | 42 | 17 | 15 | 10 | 46 | 28 | 66 | 4位  | 2回戦敗退    |
| 2016-17  | セグンダ     | 42 | 20 | 10 | 12 | 65 | 45 | 70 | 2位  | 2回戦敗退    |
| 2017-18  | プリメーラ   | 38 | 14 | 9  | 15 | 50 | 59 | 51 | 10位 | ベスト32     |
| 2018-19  | プリメーラ   | 38 | 9  | 10 | 19 | 37 | 53 | 37 | 18位 | 準々決勝敗退 |
| 2019-20  | セグンダ     | 42 | 17 | 12 | 13 | 48 | 43 | 63 | 5位  | 3回戦敗退    |
| 2020-21  | セグンダ     | 42 | 20 | 11 | 11 | 47 | 36 | 71 | 5位  | ベスト16     |
| 2021-22  | セグンダ     | 42 | 20 | 8  | 14 | 54 | 42 | 68 | 6位  | ベスト16     |
| 2022-23  | プリメーラ   | 38 | 13 | 10 | 15 | 58 | 55 | 37 | 10位 | 2回戦敗退    |
| 2023-24  | プリメーラ   | 38 | 25 | 6  | 7  | 85 | 46 | 81 | 3位  | 準々決勝敗退 |
| 2024-25  | プリメーラ   | 38 |    |    |    |    |    |    |      | 2回戦敗退    |

- 5シーズン プリメーラ・ディビシオン
- 22シーズン セグンダ・ディビシオン（2部）
- 13シーズン セグンダ・ディビシオンB（旧3部相当）
- 44シーズン テルセーラ・ディビシオン（旧4部相当）
- 3シーズン ディビシオネス・レヒオナレス（5部相当、地域リーグ）

## 現所属メンバー
ラ・リーガ 2024-25シーズン 開幕戦フォーメーション（4-3-3）
2025年2月22日現在
注：選手の国籍表記はFIFAの定めた代表資格ルールに基づく。
| No. | Pos. |              | 選手名                          |
| --- | ---- | ------------ | ------------------------------- |
| 1   | GK   | スペイン     | フアン・カルロス                |
| 3   | DF   | スペイン     | ミゲル・グティエレス            |
| 4   | DF   | スペイン     | アルナウ・マルティネス          |
| 5   | DF   | スペイン     | ダビド・ロペス                  |
| 6   | MF   | オランダ     | ドニー・ファン・デ・ベーク      |
| 7   | FW   | ウルグアイ   | クリスティアン・ストゥアーニ () |
| 8   | FW   | ウクライナ   | ビクトル・ツィガンコフ          |
| 9   | FW   | スペイン     | アベル・ルイス                  |
| 10  | FW   | コロンビア   | ヤセル・アスプリージャ          |
| 11  | FW   | オランダ     | アルノー・ダンジュマ ()         |
| 12  | MF   | ブラジル     | アルトゥール・メロ              |
| 13  | GK   | アルゼンチン | パウロ・ガッサニーガ ()         |
| 14  | MF   | スペイン     | オリオール・ロメウ              |

| No. | Pos. |              | 選手名                         |
| --- | ---- | ------------ | ------------------------------ |
| 15  | DF   | スペイン     | フアンぺ                       |
| 16  | DF   | スペイン     | アレハンドロ・フランセス       |
| 17  | DF   | オランダ     | デイリー・ブリント ()          |
| 18  | DF   | チェコ       | ラディスラフ・クレイチ         |
| 19  | FW   | 北マケドニア | ボヤン・ミオフスキ             |
| 20  | FW   | スペイン     | ブライアン・ヒル               |
| 21  | MF   | コロンビア   | ヤンヘル・エレーラ ()          |
| 22  | MF   | コロンビア   | ジョン・ソリス ★               |
| 23  | MF   | スペイン     | イバン・マルティン             |
| 24  | FW   | スペイン     | ポルトゥ                       |
| 25  | GK   | ウクライナ   | ウラディスラフ・クラピフツォフ |
| 27  | FW   | オランダ     | ガブリエル・ミセホウイ ()      |

※括弧内の国旗はその他の保有国籍を、星印はEU圏外選手を示す。

### ローン移籍
in
注：選手の国籍表記はFIFAの定めた代表資格ルールに基づく。
| No. | Pos. |          | 選手名                              |
| --- | ---- | -------- | ----------------------------------- |
| 11  | FW   | オランダ | アルノー・ダンジュマ (ビジャレアル) |
| 12  | MF   | ブラジル | アルトゥール・メロ (ユヴェントス)   |

| No. | Pos. |          | 選手名                          |
| --- | ---- | -------- | ------------------------------- |
| 14  | MF   | スペイン | オリオール・ロメウ (バルセロナ) |
| 20  | FW   | スペイン | ブライアン・ヒル (トッテナム)   |

out
注：選手の国籍表記はFIFAの定めた代表資格ルールに基づく。
| No. | Pos. |            | 選手名                                   |
| --- | ---- | ---------- | ---------------------------------------- |
| --  | FW   | スペイン   | バレリー・フェルナンデス (マジョルカ)    |
| --  | FW   | モロッコ   | イリャス・シャイラ (レアル・オビエド) () |
| --  | MF   | マリ共和国 | イブラヒマ・ケベ (ロンメル)              |

| No. | Pos. |          | 選手名                      |
| --- | ---- | -------- | --------------------------- |
| --  | GK   | スペイン | トニ・フイダス (カルタヘナ) |
| --  | FW   | スペイン | ジョエル・ロカ (ミランデス) |

### スタッフ
| 役職               | 氏名                       |
| ------------------ | -------------------------- |
| 監督               | ミチェル                   |
| アシスタントコーチ | サルバ・フネス             |
| フィジカルコーチ   | ダビド・ポルセル           |
| GKコーチ           | フアン・カルロス・バラゲル |

## 歴代監督
- フランシスコ・ブル 1937-1939
- フランシスコ・ブル 1941-1943
- Károly Plattkó 1948-1949
- イラリオ 1949-1950
- ドメネク・バルマーニャ 1952-1953
- エミリオ・アルデコア 1950s? 1960s?
- ルイス・コスタ・フアン 1981-1982
- ペレ・グラタコス 1997-1999
- アグスティン・アバディーア 2003-2004
- ホセ・マリア・ノゲス 2005
- ラウール・アグネ 2007-2009
- ハビ・サラメーロ 2009
- クリストバル・パラーロ 2009
- ラウール・アグネ 2010-2012
- ハビ・サラメーロ 2012
- ホス・ウリベ 2012
- リカルド・ロドリゲス (サッカー指導者) 2013
- パブロ・マチン 2014-2018
- エウセビオ・サクリスタン・メナ 2018-2019
- フアン・カルロス・ウンスエ 2019
- ホセ・ルイス・マルティ 2019-2020
- フランシスコ 2020-2021
- ミチェル 2021-

## 歴代所属選手
- ドメネク・バルマーニャ 19??-1935
- マルク・ベルナウス 2008-2010
- モハ 2009-
- 指宿洋史 2009-2011
- ジェラール・ロペス 2009-2011
- ランコ・デスポトビッチ 2010-2011
- マイケル・オルンガ 2017-2018